# Union busting

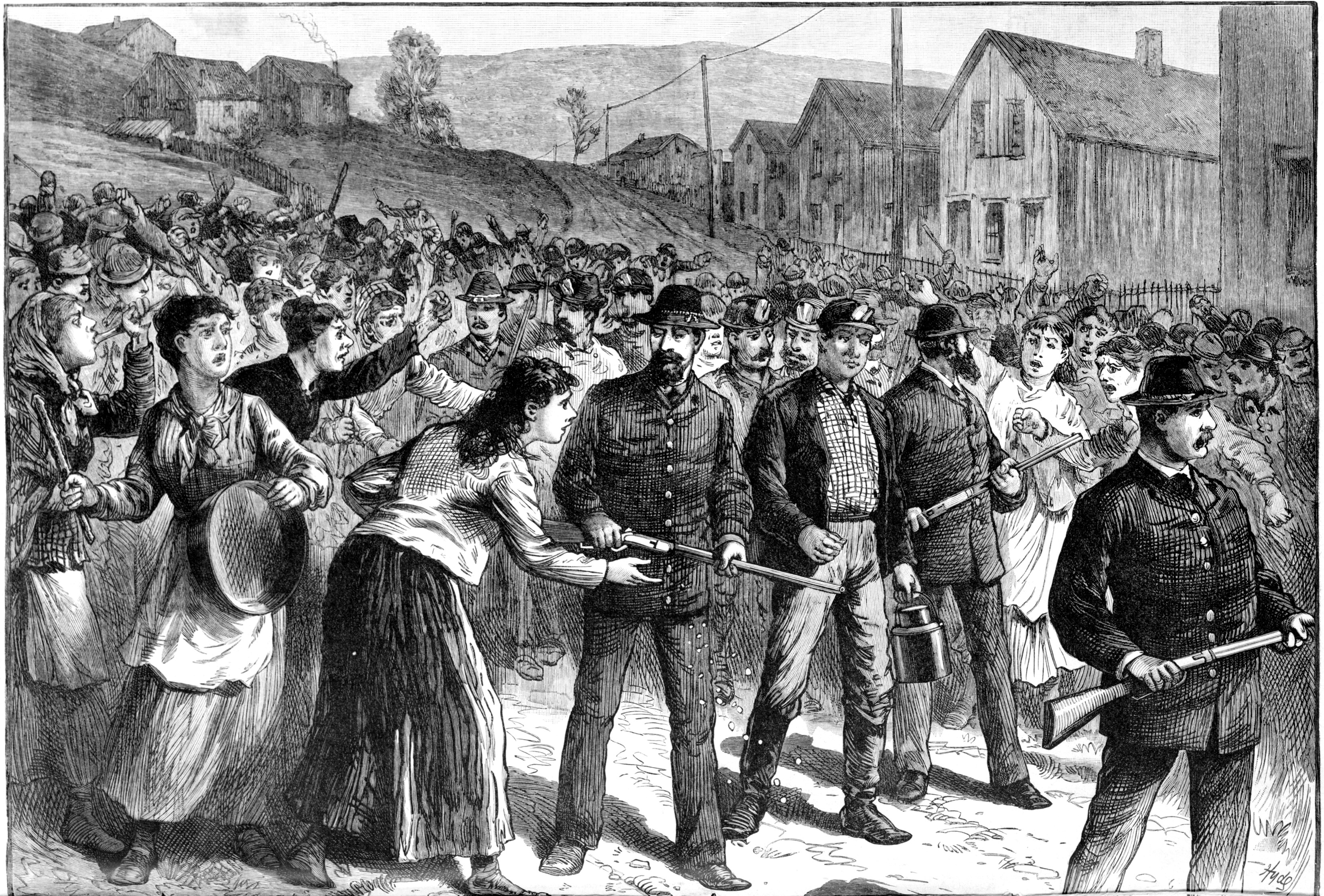
Le guardie della Pinkerton scortano i crumiri a Buchtel, Ohio, 1884

Lo Union Busting (traducibile in Italiano come Distruzione delle relazioni sindacali, Repressione anti-sindacale, Violenza anti-sindacale) è una serie di attività e pratiche anti-sindacali, legali e illegali, intraprese per interrompere o impedire la formazione di sindacati o l'espansione della loro presenza.
Le leggi sul lavoro differiscono notevolmente da paese a paese sia per il livello che per il tipo di normative per quanto riguarda la protezione dei sindacati, le loro attività organizzative e altri aspetti. Queste leggi possono influenzare argomenti come la pubblicazione di avvisi e notizie, l'organizzazione sul luogo di lavoro o fuori, interazioni coi colleghi, sottoscrizioni sindacali, quote sindacali, picchetti, scioperi, scioperi e crumiraggio, serrate, la cessazione del rapporto di lavoro, sostituzioni permanenti, elezioni di rappresentanti e sindacati controllati dai datori di lavoro.
L'articolo 23 della Dichiarazione universale dei diritti dell'uomo (UDHR) dichiara che tutti hanno il diritto di formare e / o aderire a un sindacato. La disposizione, tuttavia, non è giuridicamente vincolante e, nella maggior parte delle giurisdizioni, non ha alcun effetto orizzontale nel rapporto giuridico tra datore di lavoro e dipendenti o sindacati.
Ci sono molte società di consulenza sui rapporti di lavoro negli Stati Uniti e nel mondo finalizzate allo union busting. Sono specializzate in settori come l'intrattenimento (radio, televisione e cinema), l'ospitalità (cucina e servizi di ristorazione), comunicazioni, industria manifatturiera, aerospaziale, servizi pubblici e assistenza sanitaria. Sebbene molti operino solo negli Stati Uniti, l'organizzazione sindacale avviene a livello multinazionale. Secondo l'AFL-CIO, una delle più grandi aziende statunitensi, Labor Relations Institute (LRI), offre un "Pacchetto vincente garantito": se la società non "vince", non paga.
L'applicazione e l'aderenza alle leggi sul lavoro possono differire in tutto il mondo, ma le leggi sul lavoro continuano ad espandersi in nuovi paesi come il diritto del lavoro della Repubblica popolare cinese e il diritto del lavoro indiano.
L'organizzazione sindacale inizia spesso con lavoratori non formati o ignari del diritto del lavoro . A causa del mutevole ambiente di lavoro globale e multinazionale e delle leggi sui rapporti di lavoro / occupazione, il movimento operaio moderno si rivolge sempre più all'orientamento professionale. A livello internazionale, le leggi differiscono nel modo in cui viene definita un'unità di contrattazione per i lavoratori con descrizioni di mansioni che implicano supervisione o gestione.